# أفيكز
مجموعة أفيكس (بالإنجليزية: Avex Group) هي شركة إعلامية يابانية ، تأسست عام 1988. ويقع مقرها في ميناتو , طوكيو.